# Globocephalus urosubulatus
Globocephalus urosubulatus ist ein im Dünndarm bei Schweinen vorkommender Hakenwurm. Er ist weltweit verbreitet und befällt sowohl Haus- als auch Wildschweine. Er ist einer der Auslöser der Globocephalose.

## Merkmale
Globocephalus urosubulatus ist ein sehr kleiner, kräftiger und weißlich gefärbter Hakenwurm. Männchen sind 4 bis 7, Weibchen 6 bis 9 mm lang. Die Mundöffnung weist nach vorn-oben, die Mundhöhle ist rund. Nahe der Mundöffnung liegen zwei Kutikularinge. Am Boden der Mundhöhle sind zwei chitinierte Lanzetten ausgebildet. Blätterkränze fehlen. Der Ösophagus ist bei Männchen etwa 0,6, bei Weibchen 0,7 m, lang. Die Bursa copulatrix ist gut entwickelt und breiter als lang. Sie wird durch 5 Rippen gestützt, die von einem rückenseitigen Satmm entspringen. Die Dorsalrippe teilt sich am Ende des zweiten Drittels in zwei Äste die jeweils in einem Dreispitz enden. Die ersten Seitenrippen (ventroventral und lateroventral) zeigen eine Zweiteilung, die übrigen drei schlanken und bogenförmig verlaufenden lateralen Rippen (anterolaterale, mediolaterale und posterolaterale) haben einen gemeinsamen Stamm, verlaufen nach der Trennung parallel und ziehen bis zum Bursarand, ebenso die externodorsale Rippe. Die Spicula sind schlank und etwa 500 µm lang, ein Gubernaculum ist vorhanden. Die Vulva liegt 3 bis 5 mm vom Vorderende entfernt, die Vagina ist schwanzwärts gerichtet, der Uterus mit Eiern gefüllt. Der Schwanz ist 162 μm (130–200 μm) lang und trägt zwei Papillen kurz vor dem Ende. Die Eier sind mittelgroß, farblos sowie glatt- und dünnwandig. Sie sind 50–60 × 26×35 μm groß und enthalten 4 bis 8 Blastomere.

## Lebenszyklus
Der Lebenszyklus ist monoxen, also ohne Einschaltung von Zwischenwirten. Die Eier werden mit dem Kot ausgeschieden. In der Außenwelt schlüpft die Larve 1, welche sich über zwei Häutungen zur ansteckungsfähigen Larve 3 entwickelt. Diese wird oral als Schmierinfektion aufgenommen oder dringt über die Haut ein und wandert über den Blutweg, Lunge, obere Atemwege, Speiseröhre und Magen in den Dünndarm. Hier saugt sich an den Dünndarmzotten fest, zerstört die Schleimhaut und nimmt Blut auf. Im Dünndarm erfolgt die weitere Entwicklung über Larve 4 und 5 zu den Adulten. Die Präpatenz beträgt 26 bis 36 Tage.